# 대기전력

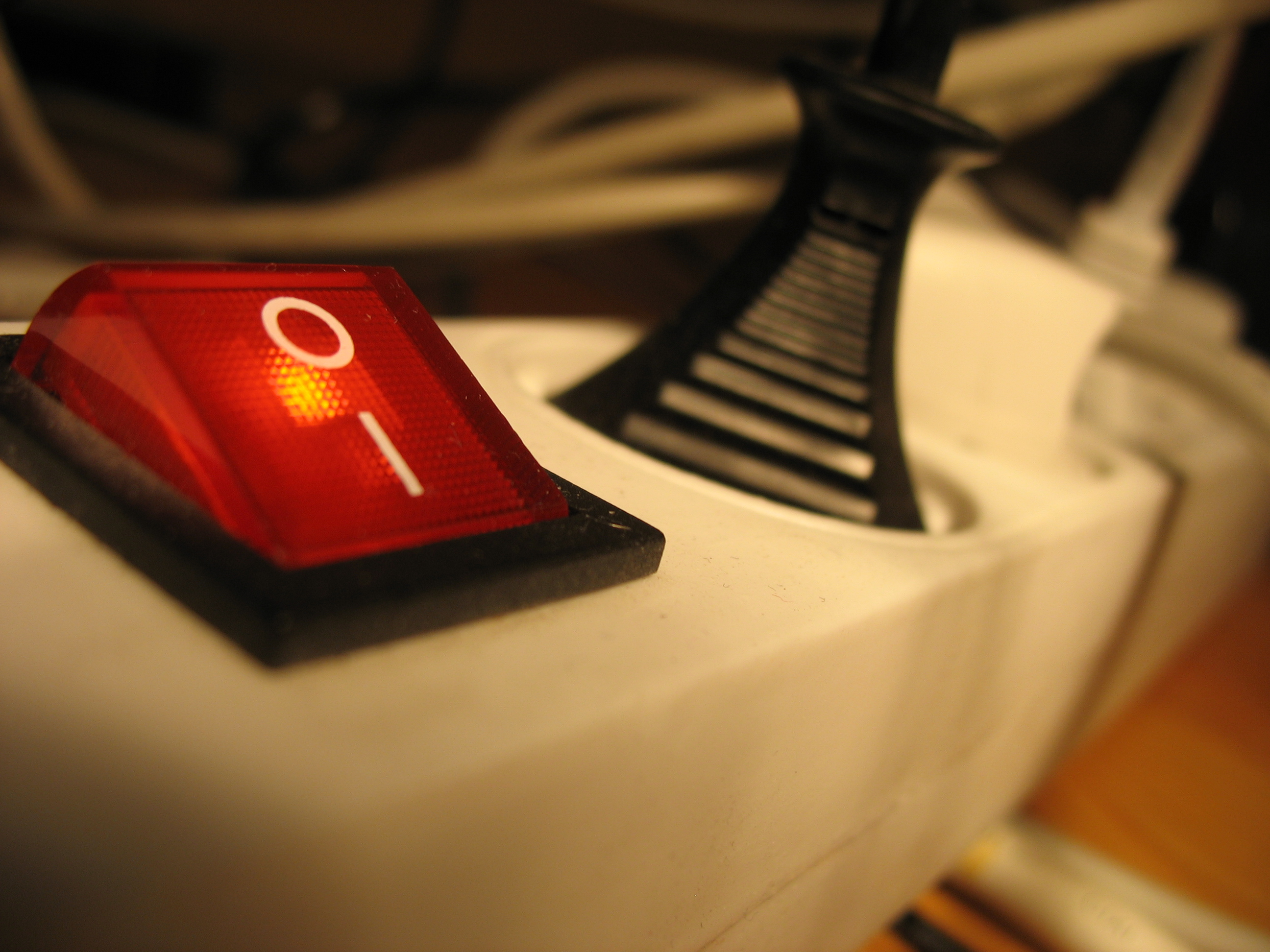
전기 연장선의 전원 스위치.

대기전력(待機電力, 영어: standby power)은 전자제품의 전원이 꺼진 상태에서 콘센트에 꽂아 두기만 했을 때에도 소모되는 전력을 말한다. 전자 및 전기 제품이 꺼져 있거나(그러나 일부 전력을 소비하도록 설계됨) 대기 모드에 있는 동안 전자 및 전기 제품이 전력을 소비하는 방식을 나타낸다. 이는 일부 장치가 전자 인터페이스에서 "꺼졌다"고 주장하지만 상태가 다르기 때문에 발생한다. 플러그를 뽑거나 전원을 분리하면 대기전력 문제를 완전히 해결할 수 있다. 실제로 전원 지점에서 끄는 것만으로도 충분히 효과적이므로 전원 지점에서 모든 장치를 분리할 필요가 없다. 이러한 장치 중 일부는 사용자에게 원격 제어 및 디지털 시계 기능을 제공하는 반면, 연결이 끊긴 전자 장치용 전원 어댑터와 같은 다른 장치는 아무런 기능도 제공하지 않고 전력을 소비한다(무부하 전력이라고도 함). 리모컨, 디지털 시계 기능 및 어댑터의 경우 무부하 전원과 같은 위의 모든 예는 전원 지점에서 스위치를 끄는 것만으로 스위치가 꺼진다. 단, 휴대폰 등 내부 배터리가 내장된 일부 기기의 경우 배터리를 제거하면 대기 기능이 정지될 수 있다.
과거에는 대기 전력이 사용자, 전력 공급업체, 제조업체, 정부 규제 기관에게 큰 문제가 되지 않았다. 21세기의 첫 10년 동안 이 문제에 대한 인식이 높아졌고 이는 모든 당사자의 중요한 고려 사항이 되었다. 2000년대 중반까지 대기 전력은 기기당 몇 와트 또는 심지어 수십 와트에 달했다. 2010년에는 대부분의 선진국에서 판매되는 장치의 대기 전력을 1와트(2013년부터는 절반)로 제한하는 규정이 제정되었다.

## 같이 보기
- 그린 컴퓨팅
- 전원 공급 장치